# Det Kongelige Danske Landhusholdningsselskab
Det Kongelige Danske Landhusholdningsselskab blev oprettet den 29. januar 1769 og eksisterer stadig.
Formålet med foreningen var at fremme og forbedre landbrugets drifts- og dyrkningsmetoder gennem oplysning, præmiering og uddeling af priser til landmændene.
Lignende selskaber blev på samme tid stiftet overalt i Europa med The Royal Society for the Encouragement of Arts Manufacture and Commerce i England som den første i 1753. I 1760 stiftedes Société Royale d'Agriculture de la Généralité de Tours og i 1761 Société Royale d'Agriculture de la Généralité de Paris i Frankrig. I Tyskland kom Fürstlich-Anhaltische Deutsche Gesellschaft i 1761 og endnu et selskab i 1765. I 1764 dannedes to selskaber i Spanien, i 1765 kom endnu et selskab i Tyskland og samme år i Rusland Imperial Free Economic Society for the Encouragement in Russia of Agriculture and House-Building. I 1766 fulgte to selskaber i Holland og i 1767 yderligere to selskaber i England. Italien fik sit første selskab i 1768, Academy of Agriculture, Commerce and Arts of Verona.
Med kong Christian 7. som protektor fik det danske selskab Frederik Ludvig Moltke som den første præsident.
Nutidens medlemmer af Det Kgl. Danske Landhusholdningsselskab er fortrinsvis større landmænd, forskere og erhvervsfolk med relationer til landbrugssektoren.

## Oprettelse og formål
Selskabets oprettelse skyldtes væsentligst de patriotiske bestræbelser, som udfoldedes af mænd, der vel ikke var knyttede direkte til landbruget, men havde et klart blik for at få dette, som de andre borgerlige erhverv, ophjulpet. Skal nogen enkelt nævnes som selskabets egentlige stifter, bliver det statsøkonomen Chr. Martfeldt, der straks valgtes til dets sekretær og forfattede »Plan og Indretning for det danske Landhusholdningsselskab, oprettet for at opmuntre ved Priser og Præmier Landmanden, Kunstneren og Haandværksmanden udi Hans Kongelige Majestæts samtlige Riger og Lande«. Selskabet blev da stiftet ikke blot for landbrugets, men også for kunstens og håndværkets, for handelens og fiskeriets skyld, dog lægger det fra første færd af hovedvægten på landbruget, i 19. århundrede udskyder det så de virksomhedsgrene, der ikke står i nøje forbindelse med dette, og i den nyere tid er, efterhånden som landboforeningernes virksomhed er tiltaget, dets virksomhed atter indskrænket til særlig at omfatte de større landøkonomiske opgaver.

## Virke
Selskabet fik straks fra sin oprettelse vind i sejlene. En del fremragende mænd – Bernstorff'erne og Reventlow'erne, Christian Colbiørnsen, Henrik Stampe o. m. a. – indmeldte sig, kongen ydede det et særligt tilskud, det fik portofrihed og lokale anvist i Prinsens Palæ, hvor dets foredragsmøder uafbrudt er afholdte, J.H.E. Bernstorff overtog præsidentstillingen osv. Næppe oprettet ejer det da straks indflydelse, og hurtig får det betydning for landbrugets udvikling, en betydning, der har holdt sig ned til vore dage. Selskabet holdt sig uden for de egentlige reformkampe, der gik forud for de store landboreformer i århundredes slutning, men dets virksomhed blev af eminent betydning ikke blot for landbrugets tekniske udvikling, men også derved, at regeringskollegierne ofte indhentede dets betænkninger og fulgte dets råd.
Det begyndte straks med at virke for kartoffeldyrkning og kløveravl, for oprettelsen af mindre teglværker, det udsatte prisopgaver, det støttede landboflid etc. Og allerede efteråret 1770 tog selskabet spørgsmålet om svingplovens indførelse op, og frem for nogen knyttede det sit navn til gennemførelsen af denne reform, en af de betydningsfuldeste i det danske landbrugs ældre tekniske udvikling. Det vil overhovedet være vanskeligt at nævne en eneste gren af landbruget i Danmark, på hvilken selskabet ikke har øvet en heldig indflydelse, hvad her fremdrages, er kun de vigtigste eksempler: det kan da først nævnes, at selskabet i høj grad har bidraget til at fremme oplysningen blandt danske landmænd. Allerede 1820 begyndte det sin – stadig fortsatte – lærlingeinstitution, hvorved unge bøndersønner ved selskabets mellemkomst anbringes som lærlinge hos fremragende landmænd, hvad der i høj grad har bidraget til de mindre jordbrugeres praktiske uddannelse. At den første danske landbrugsskole, Frijsendal i Jylland, blev oprettet i 1837, skyldes i væsentlig grad selskabet, der ligeledes har støttet oprettelsen af andre læreanstalter og medvirket til Landbohøjskolens oprettelse i 1858. Gennem sit, ved dets hundredårs jubilæum stiftede »Fond til Landmænds Uddannelse« hjælper det ubemidlede unge landmænd til at studere på Landbohøjskolen.
Fremdeles har det udgivet eller understøttet en mængde gode landbrugsskrifter – lige fra de siden 1782 fortsatte årlige afhandling i Almanakken og de 19 amtsbeskrivelser (sluttede 1844) til de 1888 påbegyndte »Landboskrifter«, der udgives med understøttelse af det Raben-Levetzau’ske Fond. Endelig bør det i denne sammenhæng nævnes, at selskabet 1857 bragte den foredragsvirksomhed i gang, der stadig fortsættes, og ved hvilken videnskabens lys ofte er kastet ind over landbruget, og at det, ligeledes fra 1850’ernes midte, i en række år virkede for uddannelsen af mejeribødkere, senere af mejeribestyrere og mejersker.
Dernæst er der opgaver, som selskabet har taget initiativet til, indledet og fortsat, til de var så modnede og afklarede, at staten rettest førte dem videre. Dette gælder således blandt andet om uddannelsen og lønningen af landbrugskonsulenter, som selskabet optog, til deres virksomhed havde vundet en så almindelig anerkendelse, at staten overtog deres løn, medens selskabet vedblivende har ledelsen af en væsentlig del af konsulentvirksomheden. Eller der er opgaver, som selskabet fremmede, til de kunne henvises til faglige specialforeninger; således virkede det for uddannelse i engvanding af unge landmænd og for træplantning i Jylland, indtil Hedeselskabet blev oprettet i 1866. Endelig er der opgaver og forsøg – på agrikulturkemiens område, til plantekulturens fremme etc. – som selskabet har ført frem ved egne, eller væsentligst ved egne kræfter.
Et af de områder, på hvilket selskabet utvivlsomt har indlagt sig størst fortjeneste, er afsætningens. I en lang årrække udfoldede det et meget omfattende og betydningsfuldt arbejde for forbedring af landbrugets udførselsforhold.
Det vil da forstås, at Landhusholdningsselskabet med rette ved mangfoldige lejligheder har stået som det danske landbrugs naturlige repræsentant over for udlandet og regeringen. Regeringen har benytter det som konsulent i landbrugsspørgsmål.
1872 blev selskabet ved en lovrevision bragt i umiddelbar forbindelse med landboforeningerne; disse vælger nemlig halvdelen af bestyrelsesrådets 36 medlemmer, mens den anden halvdel og de 3 præsidenter vælges af selskabets medlemmer. Medlemsantallet har i de senere år været ca. 800; det årlige medlemsbidrag er 20 Kr. Selskabets grundfond er ca. 300.000 Kr og dets årlige budget er ca. 90.000 Kr. En række legater og fonds til fremme af forsk., specielle formål er henlagte under selskabet.

## Præsidenter
Selskabet har én præsident. Tidligere blev selskabet ledet af tre præsidenter.

Denne liste er ufuldstændig; hjælp gerne med at udfylde den.
- 1769-1774: Ludvig Moltke
- 1769-1772: Johann Hartwig Ernst von Bernstorff
- 1773-1783: Thomas Bugge
- 1774-1778: Peter Christian Abildgaard
- 1774-1787: Henrik Gerner
- 1778-1781: Benjamin Georg Sporon
- 1779-1786: Joachim Michael Geuss
- 1782-1787: Vilhelm August Hansen
- 1784-1798: Ove Malling
- 1795-1797: Philip Rosenstand-Goiske
- 1798-1801: Ernst Frederik von Walterstorff
- 1803-1806: Christen Henriksen Pram
- 1807-1808: Philip Rosenstand-Goiske (igen)
- 1809-1855: Jonas Collin
- 1817-1855: A.S. Ørsted
- 1819-1830: J.C. Drewsen
- 1831-1839: V.F. Johnsen
- 1840-1848: I.J. Unsgaard
- 1850-1855: Frederik Treschow
- 1855-1883: B.S. Jørgensen
- 1860-1888: Edward Tesdorpf (den ældre)
- 1866-1881: Ludvig Holstein-Holsteinborg
- 1881-1893: Christian Danneskiold-Samsøe
- 1883-1891: N.J. Fjord
- 1888-1897: Carl Castenschiold
- 1889-1909: Knud Sehested
- 1891-1898: J.C. la Cour
- 1893-1894: Christian Lüttichau
- 1898-1900: Frederik Friis
- 1900-1902: Thomas Riise Segelcke
- 1902-1910: Frederik Friis (igen)
- 1909-1919: Carl Bech
- 1910-1920: Theodor Westermann
- 1911-1930: Frederik Moltke
- 1919-1934: Christian Sonne
- 1934-1943: Karl Hasselbalch
- 1934-1955: O.H. Larsen
- 1941-1957: Axel Pedersen
- 1943-1952: August Bech
- 1956-1980: Edward Tesdorpf (den yngre)
- 1963-1976: Aksel Olufsen
- 1979-1994: Peter Skak Olufsen
- 1990-2005: Jon Krabbe
- 2005-nu: Frederik Lüttichau